# Jenifer Brening
Jenifer Brening (Berlino, 15 dicembre 1996) è una cantante e rapper tedesca.
Ha rappresentato San Marino all'Eurovision Song Contest 2018 con il brano Who We Are, in collaborazione con la cantante maltese Jessika, non riuscendo a qualificarsi per la serata finale.

## Carriera
Nel 2018, la Brening è stata selezionata tra 1050 candidature alla selezione per il rappresentante sanmarinese all'Eurovision Song Contest in collaborazione con il sito web 1in360. Durante la selezione ha interpretato i brani Sorry e Until the Morning Light. Successivamente si è esibita anche con Who We Are, brano precedentemente affidato a Jessika Muscat in collaborazione con il rapper sanmarinese Irol ma successivamente, dopo la rinuncia di quest'ultimo, la collaborazione fu affidata alla Brening. Nella serata finale del programma la cantante, insieme alla Muscat, è stata proclamata vincitrice del programma con Who We Are, ottenendo il diritto di rappresentare il San Marino all'Eurovision Song Contest 2018, a Lisbona.
Il duo si è esibito nella seconda semifinale della manifestazione, mancando la qualificazione alla finale, classificandosi diciassettesimo con 28 punti.

## Discografia

### Album
- 2016 - Recovery

### EP
- 2013 - My Sky

### Singoli
- 2013 - Not That Guy
- 2014 - A New Me
- 2014 - Alive
- 2014 - Not That Guy (Eike & Kaz Radio Edit)
- 2015 - ASAP
- 2016 - Miracle
- 2016 - Remember
- 2017 - Breathe
- 2018 - Until the Morning Light

#### Come featuring
- 2011 - So etwas darf nicht passieren (White Night feat. Jenifer Berning)
- 2018 - Who We Are (Jessika feat. Jenifer Berning)